# سيندي شيلي
سيندي شيلي (بالإنجليزية: Cindy Shelley)‏ هي ممثلة بريطانية، ولدت في 23 مارس 1960.

## وصلات خارجية
- سيندي شيلي على موقع IMDb (الإنجليزية)
- سيندي شيلي على موقع قاعدة بيانات الفيلم (الإنجليزية)